# Château de Planèzes
Le château de Planèzes, est un château Renaissance, situé sur la commune de Luc-la-Primaube, dans le département de l'Aveyron.
Les façades et toitures, le décor intérieur du salon et de la salle à manger font l’objet d’une inscription au titre des monuments historiques depuis le 7 novembre 1991.
Le château et son jardin sont privés et ne sont pas ouverts à la visite.

## Situation
Ce château se situe dans le hameau de Planèzes, sur une colline, entre Luc et la Primaube, à proximité du lac de Planèzes.

## Historique
Ce château fut construit au XVe siècle et appartient, aujourd'hui, à la famille de La Malène.

## Galerie

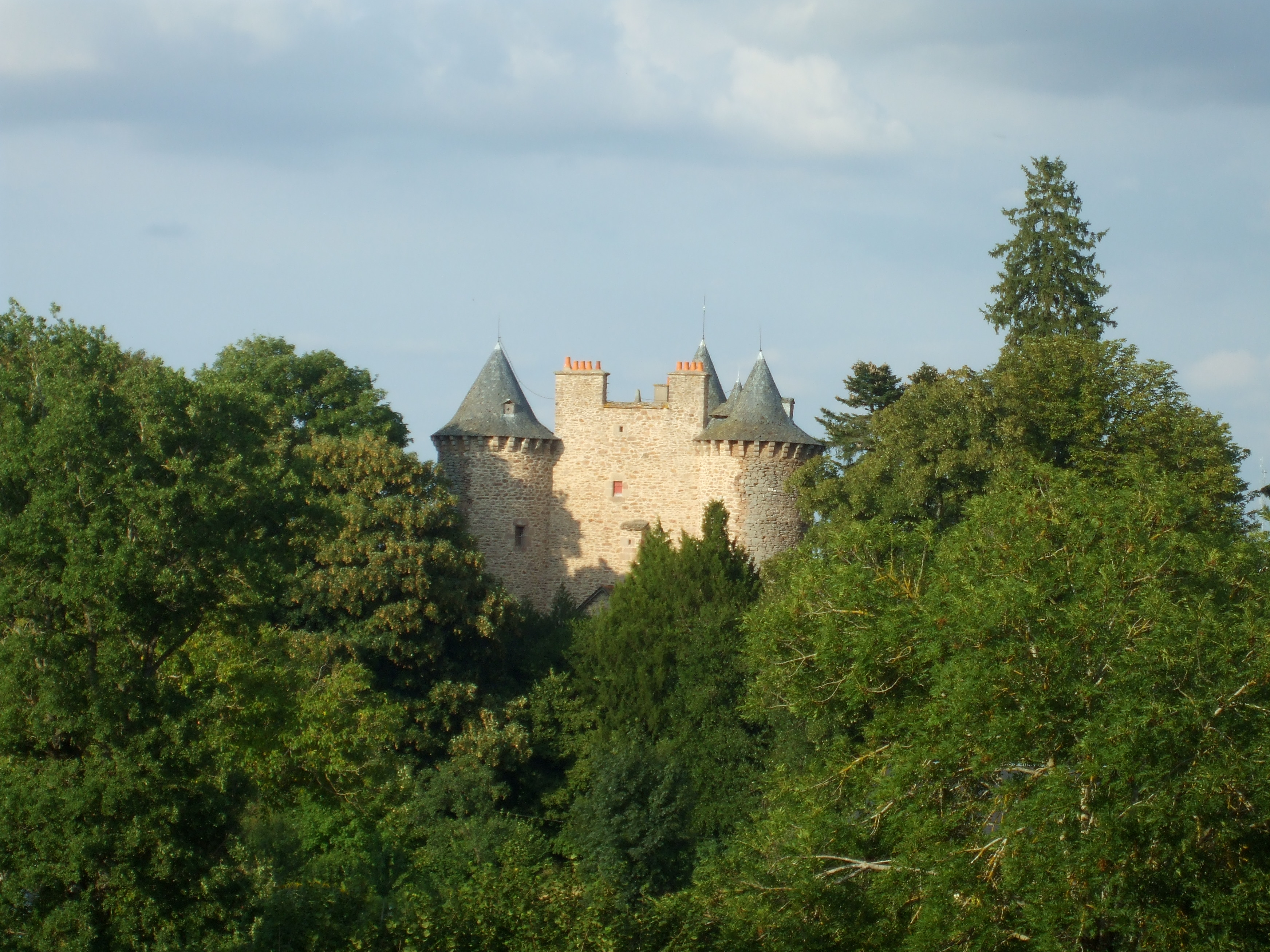
Château derrière de hauts arbres
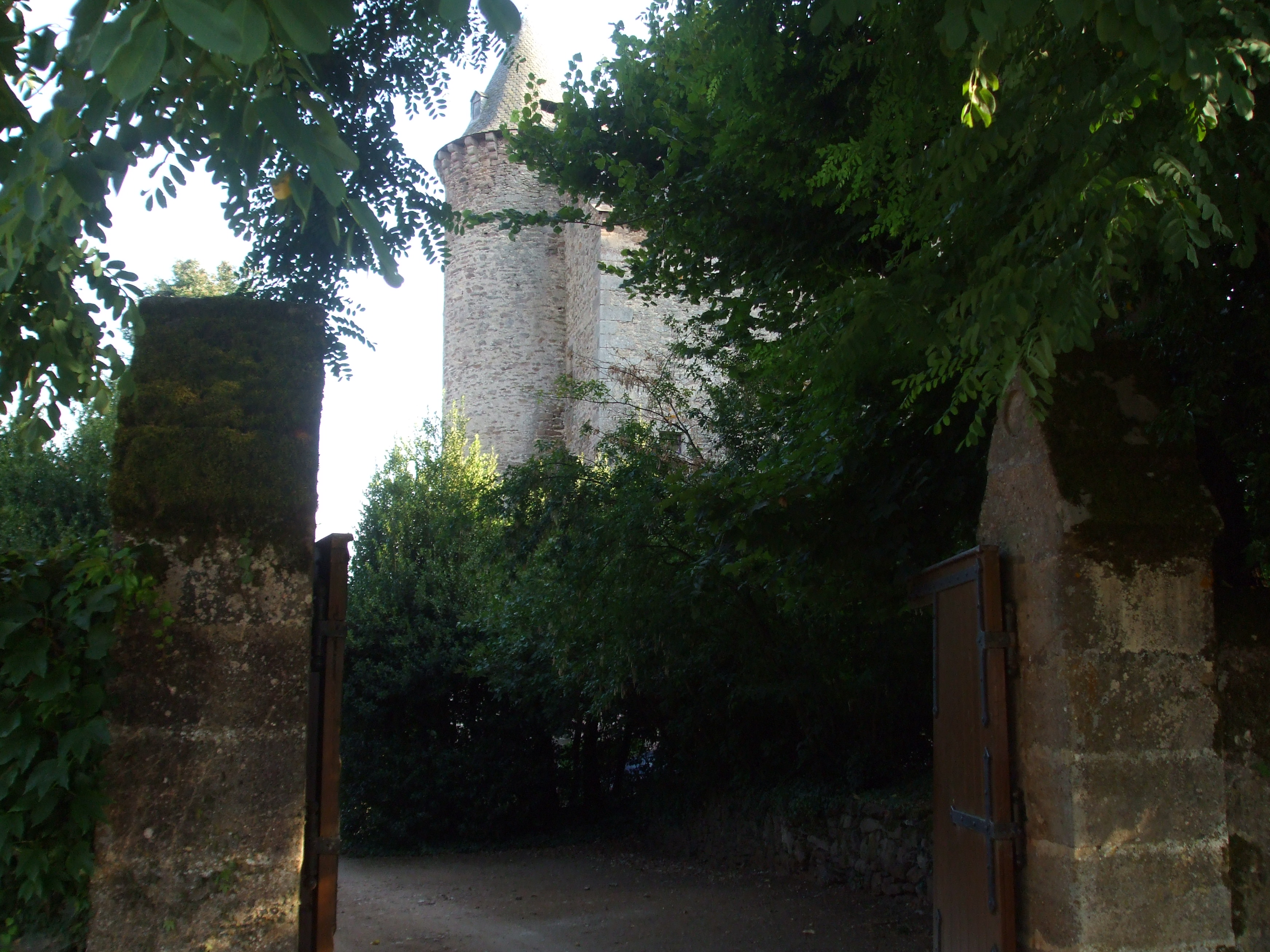
Entrée du château
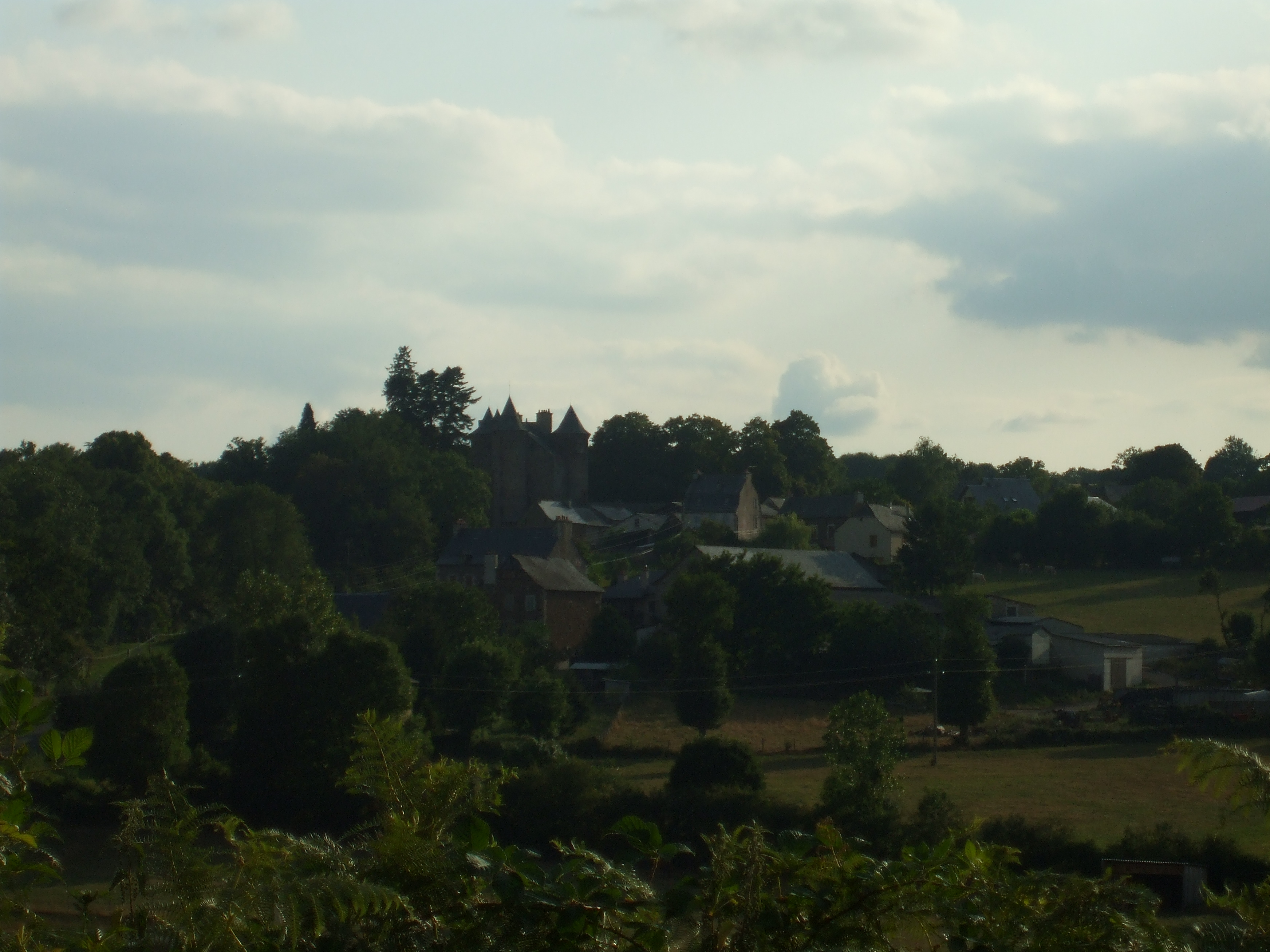
Hameau de Planèzes
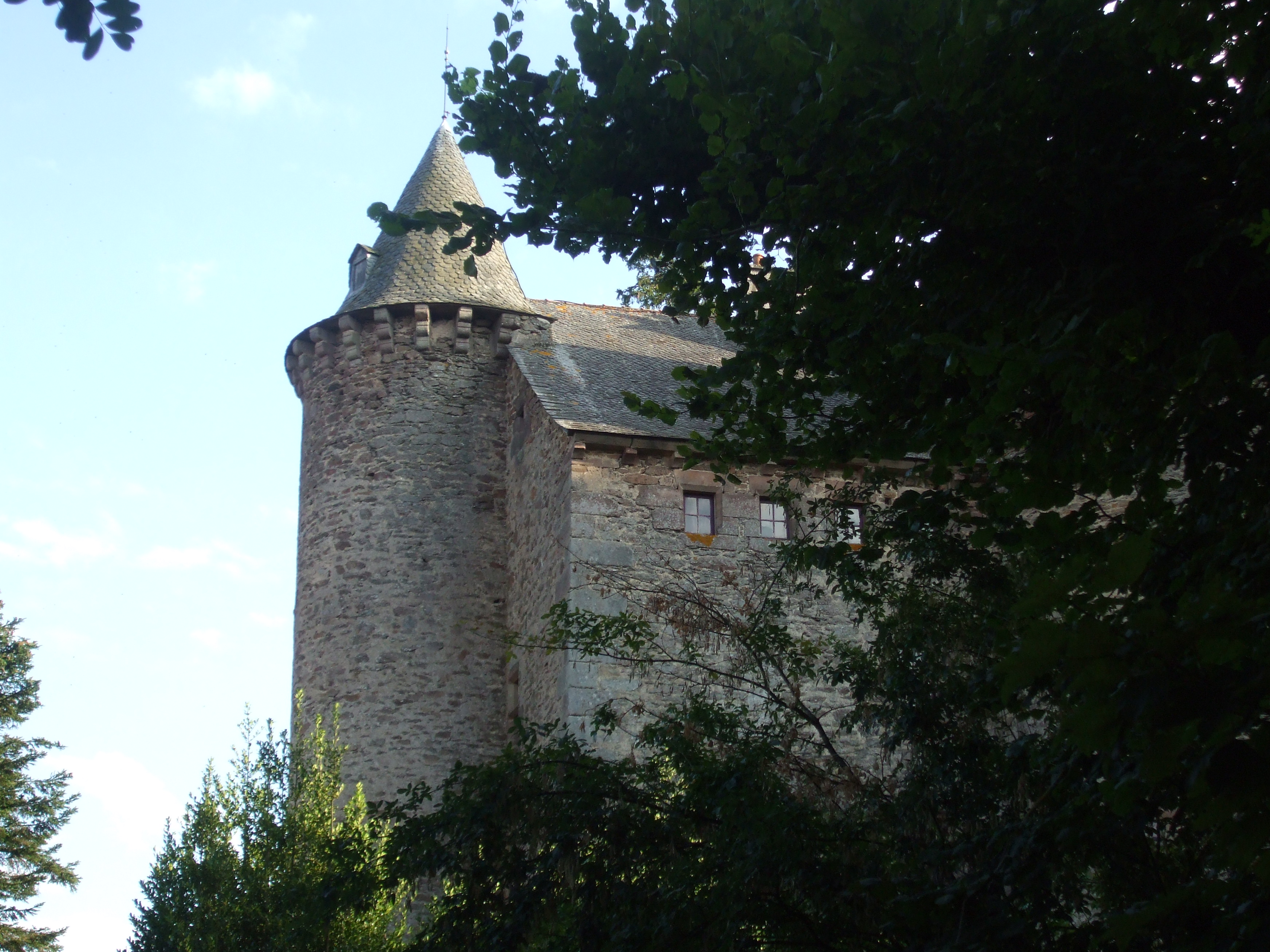
Une des tours du château